# TANGE KOUKI VIDEO COLLECTION
『TANGE KOUKI VIDEO COLLECTION』（タンゲ・コウキ・ビデオ・コレクション）は、日本の映像作家・丹下紘希の映像作品。2009年2月25日にトイズファクトリーよりDVDで発売された。

## 概要
通常盤のみの1形態で発売。52ページのアートブックが付属。映像作家である丹下紘希がこれまでに制作してきた数百本の作品から、主に過去10年間に制作されたものを自選した作品集となっている。アートディレクションも丹下が担当。
Mr.Childrenや一青窈、コブクロ、浜崎あゆみ、山下達郎、Bank Bandなどのミュージック・ビデオがレコード会社の枠を越えて収録されており、実現したのは「本当に稀なケース」だという。ミュージック・ビデオには映像作家としての著作権はなく、権利はすべてレコード会社のものになり、それが業界の常識であったが、丹下は「レコード会社の中にはタブー破りのDVD制作を快く思わないところもあったが、誰かがやらなければ何も変わらないと思いチャレンジした」と述べている。

## 収録内容

### DISC 1
1. ダイジェスト
2. スペースシャワーTV「We Love Music, We Love Peace.」
3. Mr.Children「and I love you」
4. MTV THINK LOUD「破裂編」
5. オリジナルムービー「Action Universe」
6. Mr.Children「Worlds end」
7. Monkey Majik「Around The World」
8. REVOLVER FLAVOUR「REVOLVER FLAVOUR」
9. Monkey Majik + m-flo「Picture Perfect」
10. マキシマム ザ ホルモン「ビキニ・スポーツ・ポンチン」
11. 浜崎あゆみ「alterna」
12. Salyu「VALON-1」
13. 一青窈「つないで手」
14. コブクロ「蕾」
15. Fleming Pie「THE MAN IN THE MOON」
16. WINO「New Dawn F」
17. Mr.Children「ファスナー」 (Live Screen Movie)
CD音源と若干異なるバージョンが使用されている。
18. 一青窈「受け入れて」

Bonus Track
1. メイキング&ドキュメント「a Moment of Blink」
2. オリジナルムービー「Africa」
3. First Works「EPO Video Works」

### DISC 2
1. Mr.Children Album TV SPOT「IT'S A WONDERFUL WORLD」
2. Zoff「コンセプトムービー "Love Your Characters"」
3. 山下達郎「FOREVER MINE」
4. オリジナルムービー「LIFE」
5. Mr.Children「くるみ」
6. Salyu「Dialogue」
7. Monkey Majik「fly」
8. Fleming Pie「Sunday Morning」
9. GUN DOG「Chair」
10. Joi「Cravin'」
11. SUPER BUTTER DOG「FUNKY ウーロン茶」
12. ILMARI × Salyu「VALON」
13. Mr.Children「箒星」
14. Sakura「Oh I...」
15. 一青窈「てんとう虫」
16. RIZE「heiwa」
17. Bank Band「生まれて来る子供たちのために」（ドラマ「火垂るの墓」エンディング）

Bonus Track
1. メイキング「Making of 箒星」
Mr.Children「箒星」のミュージック・ビデオのメイキング映像。
2. 大野一雄「イ エ ス 花 死 生」